# Corbridge-skatten
Corbridge-skatten (engelsk The Corbridge Hoard eller Corbridge-fundet) er et depotfund, der primært består af jern. Det blev udgravet i 1964 ved det romerske fort Coria ved ved nutidens Corbridge i Northumberland i England. Fundet skal ikke forveksles med depotfundet af guldmønter, der blev fundet tæt ved i 1911.
Det består af flere dele til en romersk rustning, spydspidser, pilespidser til en ballista, en sværdskede og forskelligt værktøj og søm. Den blev fundet i den centrale del af de administrative bygninger i et af de tidlige forter, der lå under den senere romerske by, og det er dateret til mellem år 122 og 138 e.Kr.
Fundet er udstillet i museet ved det romerske fort Coria 4 km syd for Hadrians mur, og andre dele findes på Great North Museum: Hancock i Newcastle upon Tyne.